# NGC 5711
NGC 5711 ist eine 14,1 mag helle balkenspiralförmige Radiogalaxie vom Hubble-Typ SBa im Sternbild Bärenhüter und etwa 405 Millionen Lichtjahre von der Milchstraße entfernt.
Sie wurde am 17. März 1831 von John Herschel entdeckt.